# Едгар Сенж'є
Едгар Едуард Бернар Сенж'є (фр. Edgar Edouard Bernard Sengier; 9 жовтня 1879 р — 26 липня 1963) — бельгійський гірничий інженер і директор гірничодобувної компанії Union Minière du Haut Katanga, яка діяла в Бельгійському Конго під час Другої світової війни.
Сенж'є приписують надання американському уряду доступу до значної частини урану, необхідного для Мангеттенського проєкту, значна частина якого вже зберігалася на складі Стейтен-Айленду.
За свої дії він став першим неамериканським цивільним, нагородженим урядом Сполучених Штатів медаллю "За заслуги ".

## Раннє життя
Народившись у Кортрейку, Сенж'єр здобув освіту гірничого інженера в Левенському університеті в 1903 році та приєднався до Union Minière du Haut Katanga (UMHK) у 1911 році, коли він розпочав розробку мідних копалень у провінції Катанга в Бельгійському Конго.  UMHK належав спільно Société Générale de Belgique, бельгійській інвестиційній компанії, та уряду Бельгійського Конго. 

## Друга Світова війна
У травні 1939 року Сенж'є, який тоді був директором Société Générale і UMHK, дізнався про потенціал урану від англійського хіміка сера Генрі Тізарда, який попередив його, що він тримає «щось, що може означати катастрофу для вашої та моєї країни, якщо це матеріал мав потрапити до рук можливого ворога». Невдовзі після цього до нього звернулась група французьких вчених на чолі з Фредеріком Жоліо-Кюрі, які запитали, чи Сенж'є захоче взяти участь у їхніх зусиллях зі створення уранової бомби. Хоча він погодився надати необхідну руду, проєкт провалився, коли Франція була захоплена Німеччиною. Сенж'є розумів, що уран, який до того часу просто зберігався та не використовувася, може стати вирішальним ресурсом під час війни. 
Уран був відкритий в Шінколобве ще в 1915 році, а видобуток почався в 1921 році.  Уранова руда з Шінколобве була дуже багатою (містила до 65 % урану); для порівняння, канадська руда містила лише 0,02 %.  У вересні 1940 року Сенж'є наказав вилучити половину наявних в Африці запасів урану — близько 1050 тонн — таємно відправити до Нью-Йорка. На початку війни Сенж'є сам поїхав до Нью-Йорка, щоб звідти проводити операції Union Minière по всьому світу. Спочатку запаси урану UMHK залишалися на складі в Стейтен-Айленді.  

### Мангеттенський проєкт

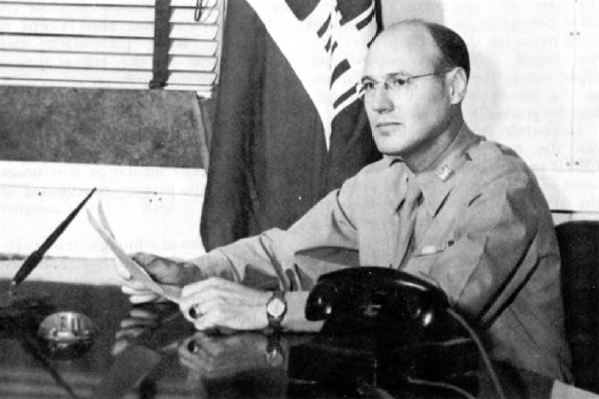
Кеннет Ніколс у 1945 році

У вересні 1942 року підполковник Кеннет Ніколс зустрівся із Сенж'єром у його офісі в Нью-Йорку. Керівник Манхгеттенського проєкту генерал Леслі Гровс наказав Ніколсу знайти уран. Він запитав, чи може Union Minière постачати уранову руду, і відповідь Сенж'є стала історією: «Ви можете отримати руду зараз. В Нью-Йорку є тисяча тонн. Я чекав на ваш візит».  Ніколс чув про руду від Державного департаменту та Луї Розена, але був здивований кількістю: 1200 тонн, з них 100 тонн треба було негайно вирушити до Канади для переробки в Eldorado Mining and Refining в Порт-Хоуп, Онтаріо.
Ніколс і Сенж'є домовилися про контракт, і запаси на Стейтен-Айленді були передані армії Сполучених Штатів.

Шахта Шинколобве була закрита з 1937 року, прийшла в занепад і була затоплена. Армія направила загін зі свого інженерного корпусу для відновлення шахти, розширення аеродромів у Леопольдвілі та Елізабетвілі та будівництва порту в Матаді на річці Конго. Армія також охороняла решту руди (3000 тонн) в Шинколобве, яку відправили до США. 

## Особисте життя
Письменник Джон Ґунтер у своїй книзі «Всередині Африки» описав Сенж'є як «високого чоловіка, дещо кремезного, з блідою шкірою, білими руками, пучком блискучого білого волосся та короткими сріблястими вусами, акуратно підстриженими», далі зазначивши, що він «передає те приємне відчуття доброзичливості, яке приходить до надзвичайно успішної людини після завершення його основної роботи». 
Ніколс описав першу зустріч із Сенж'є в 1942 році: «Тоді йому було за шістдесят, і він завжди справляв на мене враження як дуже білий. На кшталт пухкого чоловіка з дуже рідким волоссям» і «дуже блідим обличчям», він «дуже різкий хлопець», але «так само ввічливий» 
Едгар Сенж'є залишався директором Société Générale і Union Minière до 1949 року. Він залишався в адміністративній раді компанії до 1960 року, а потім пішов на пенсію в Каннах, де й помер у 1963 році .

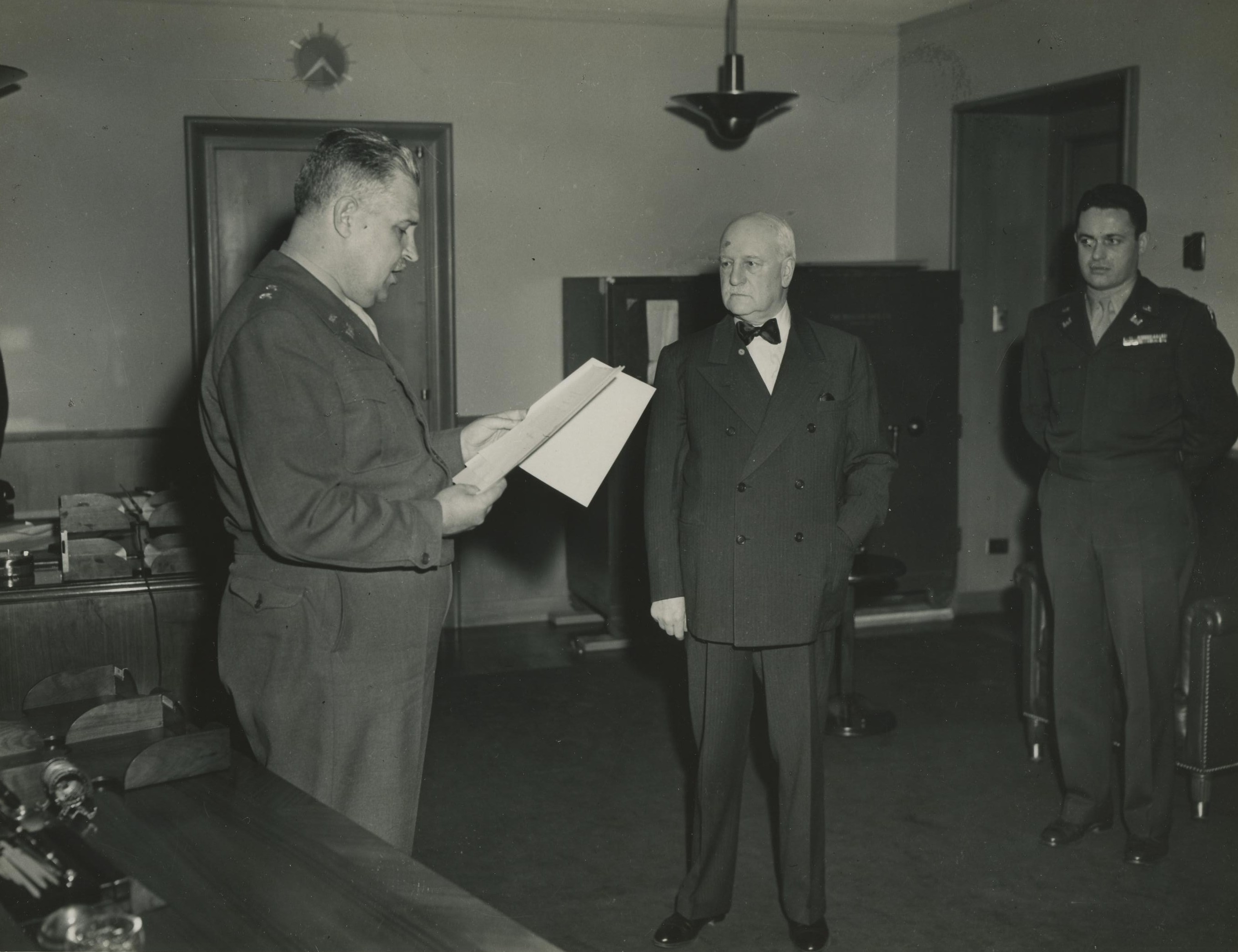
Сенж'є отримує медаль «За заслуги», 1946 рік

У 1946 році Сенж'є повернувся до Сполучених Штатів і був нагороджений медаллю «За заслуги» за внесок у перемогу союзників. Нагороду вручив генерал Гроувс на приватній церемонії у Вашингтоні, отримавши відзнаку він став першим неамериканським цивільним, нагородженим медаллю. Через обмеження щодо інформації у воєнний час у той час у початковій цитаті згадувалося лише про його «послуги з постачання матеріалів».  Однак, в офіційній заяві відзначається «розсудливість, ініціатива, винахідливість і безвідмовна співпраця» Сенж'є, що «внесли великий внесок в успіх проєкту створення атомної бомби». 
Попри офіційне визнання, Сенж'є був задоволений тим, що залишався невідомим, і доклав чимало зусиль, щоб зберегти свою анонімність. За словами Джона Гюнтера, «ймовірно, жоден американець зі ста тисяч ніколи не чув ім'я Едгара Сенґ'єра, і в Європі його не знають за межами обмеженого кола. Наскільки я знаю, жодна його фотографія ніколи не з'являлася в американській газеті чи журналі з широким тиражем …» 
На його честь назвали сенгієріт, радіоактивний мінерал, відкритий у Конго в 1948 році. 